# Vuelta a España 1994
Die 49. Vuelta a España wurde in 21 Abschnitten und 3531 Kilometern vom 25. April bis zum 15. Mai 1994 ausgetragen und vom Schweizer Tony Rominger gewonnen. Laurent Jalabert gewann die Punktwertung, Luc Leblanc die Bergwertung, Mauro Radaelli die Meta Volantes-Wertung, Alessio Di Basco die Sprint Especiales-Wertung und Banesto die Mannschaftswertung. Bei seinem Sieg konnte sich Rominger bereits beim Auftaktzeitfahren das Führungstrikot sichern und gab es bis zum Ende der Rundfahrt nicht mehr ab. Er konnte außerdem noch weitere fünf Etappen für sich entscheiden, der Franzose Jalabert sieben. Damit gingen über die Hälfte der Etappen an diese beiden Fahrer.
Diese Ausgabe der Vuelta war die letzte, die im Frühjahr ausgetragen wurde. Seit dem Jahr 1995 findet die Rundfahrt im September statt (Stand: 2008).

## Etappen
| Etappe | von                         | nach               | km         | Gewinner             | Maillot amarillo |
| ------ | --------------------------- | ------------------ | ---------- | -------------------- | ---------------- |
| Prolog | Valladolid                  | Valladolid         | 9 (EZF)    | Tony Rominger        | Tony Rominger    |
| 1      | Valladolid                  | Salamanca          | 178,4      | Laurent Jalabert     | Tony Rominger    |
| 2      | Salamanca                   | Cáceres            | 239        | Laurent Jalabert     | Tony Rominger    |
| 3      | Almendralejo                | Córdoba            | 235,6      | Endrio Leoni         | Tony Rominger    |
| 4      | Córdoba                     | Granada            | 166,9      | Laurent Jalabert     | Tony Rominger    |
| 5      | Granada                     | Sierra Nevada      | 151,7      | Tony Rominger        | Tony Rominger    |
| 6      | Baza                        | Alicante           | 256,5      | Simone Biasci        | Tony Rominger    |
| 7      | Benidorm                    | Benidorm           | 39,5 (EZF) | Tony Rominger        | Tony Rominger    |
| 8      | Benidorm                    | Valencia           | 166        | Jean-Paul van Poppel | Tony Rominger    |
| 9      | Igualada                    | Andorra            | 205        | Ángel Yesid Camargo  | Tony Rominger    |
| 10     | Andorra                     | Cerler             | 195,3      | Tony Rominger        | Tony Rominger    |
| 11     | Benasque                    | Saragossa          | 226,7      | Laurent Jalabert     | Tony Rominger    |
| 12     | Saragossa                   | Pamplona           | 201,6      | Laurent Jalabert     | Tony Rominger    |
| 13     | Pamplona                    | Valdezcaray        | 174        | Tony Rominger        | Tony Rominger    |
| 14     | Santo Domingo de la Calzada | Santander          | 209,3      | Alessio Di Basco     | Tony Rominger    |
| 15     | Santander                   | Lagos de Covadonga | 147,7      | Laurent Jalabert     | Tony Rominger    |
| 16     | Cangas de Onís              | Alto del Naranco   | 150,4      | Bart Voskamp         | Tony Rominger    |
| 17     | Ávila                       | Ávila              | 189        | Giuseppe Calcaterra  | Tony Rominger    |
| 18     | Ávila                       | Segovia            | 171        | Marino Alonso        | Tony Rominger    |
| 19     | Segovia                     | Segovia            | 53 (EZF)   | Tony Rominger        | Tony Rominger    |
| 20     | Segovia                     | Madrid             | 165,7      | Laurent Jalabert     | Tony Rominger    |

## Endstände
| Sieger                     | Tony Rominger      | 92:07:48 h  |
| Zweiter                    | Mikel Zarrabeitia  | + 7:28 min  |
| Dritter                    | Pedro Delgado      | + 9:27 min  |
| Vierter                    | Alex Zülle         | + 10:54 min |
| Fünfter                    | Oliverio Rincón    | + 13:09 min |
| Sechster                   | Luc Leblanc        | + 15:27 min |
| Siebter                    | Vicente Aparicio   | + 15:48 min |
| Achter                     | Luis Pérez         | + 16:46 min |
| Neunter                    | Fernando Escartín  | + 16:54 min |
| Zehnter                    | Alberto Camargo    | + 20:35 min |
| Punktewertung              | Laurent Jalabert   | 243 P.      |
| Zweiter                    | Tony Rominger      | 227 P.      |
| Dritter                    | Alex Zülle         | 121 P.      |
| Bergwertung                | Luc Leblanc        | 158 P.      |
| Zweiter                    | Michele Coppolillo | 148 P.      |
| Dritter                    | Tony Rominger      | 136 P.      |
| Meta Volantes-Wertung      | Mauro Radaelli     | 44 P.       |
| Sprints Especiales-Wertung | Alessio Di Basco   |             |
| Teamwertung                | Banesto            | 276:42:43 h |